# 丹波橋站
丹波橋站（日语：／ Tanbabashi eki */?）是位於日本京都府京都市伏見區，屬於京阪電氣鐵道京阪本線的鐵路車站。車站編號為KH30。

## 車站結構
此站為島式月台2面4線的地面車站。

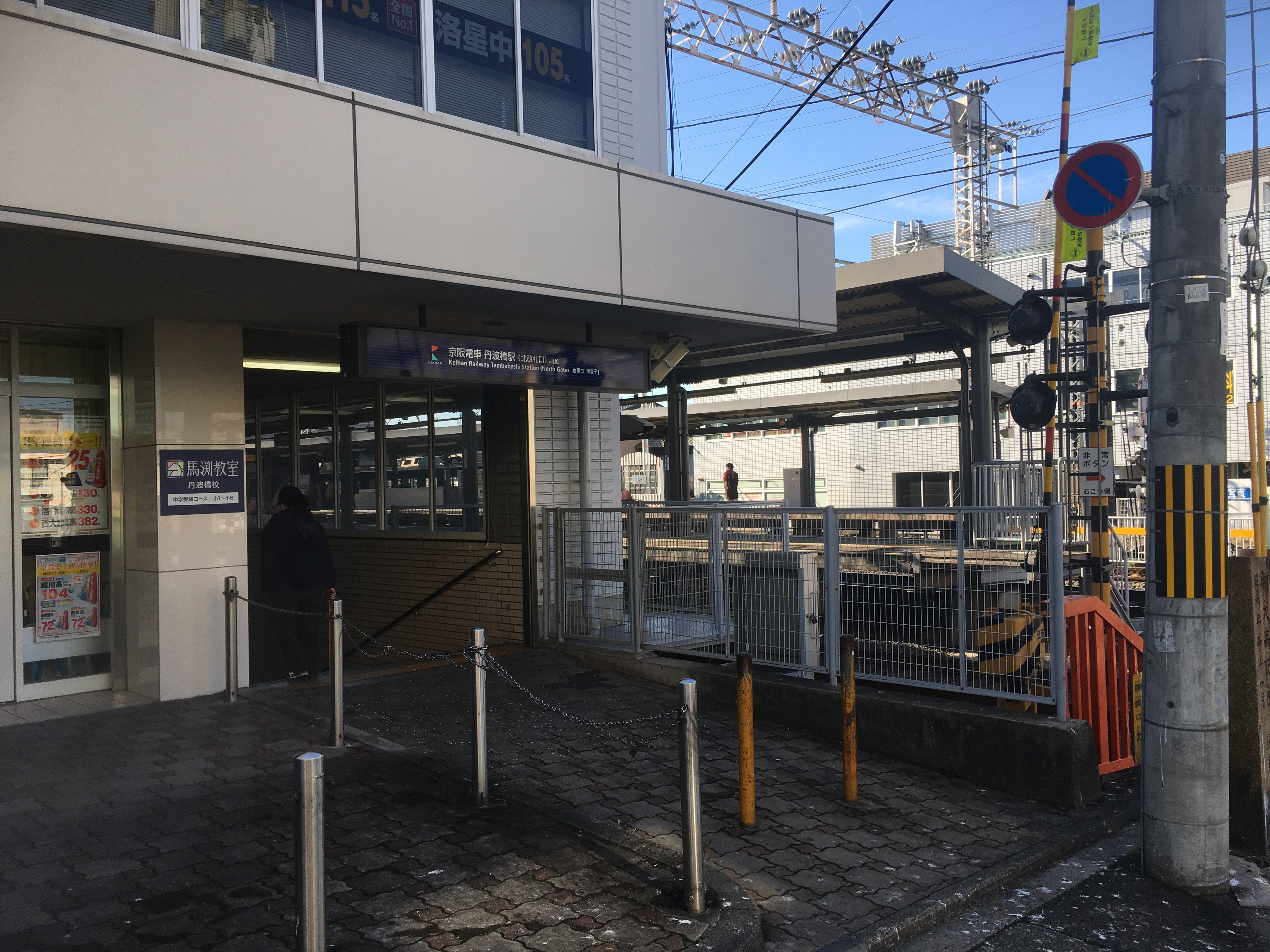
位於北驗票閘口的東側出入口（2022年1月）
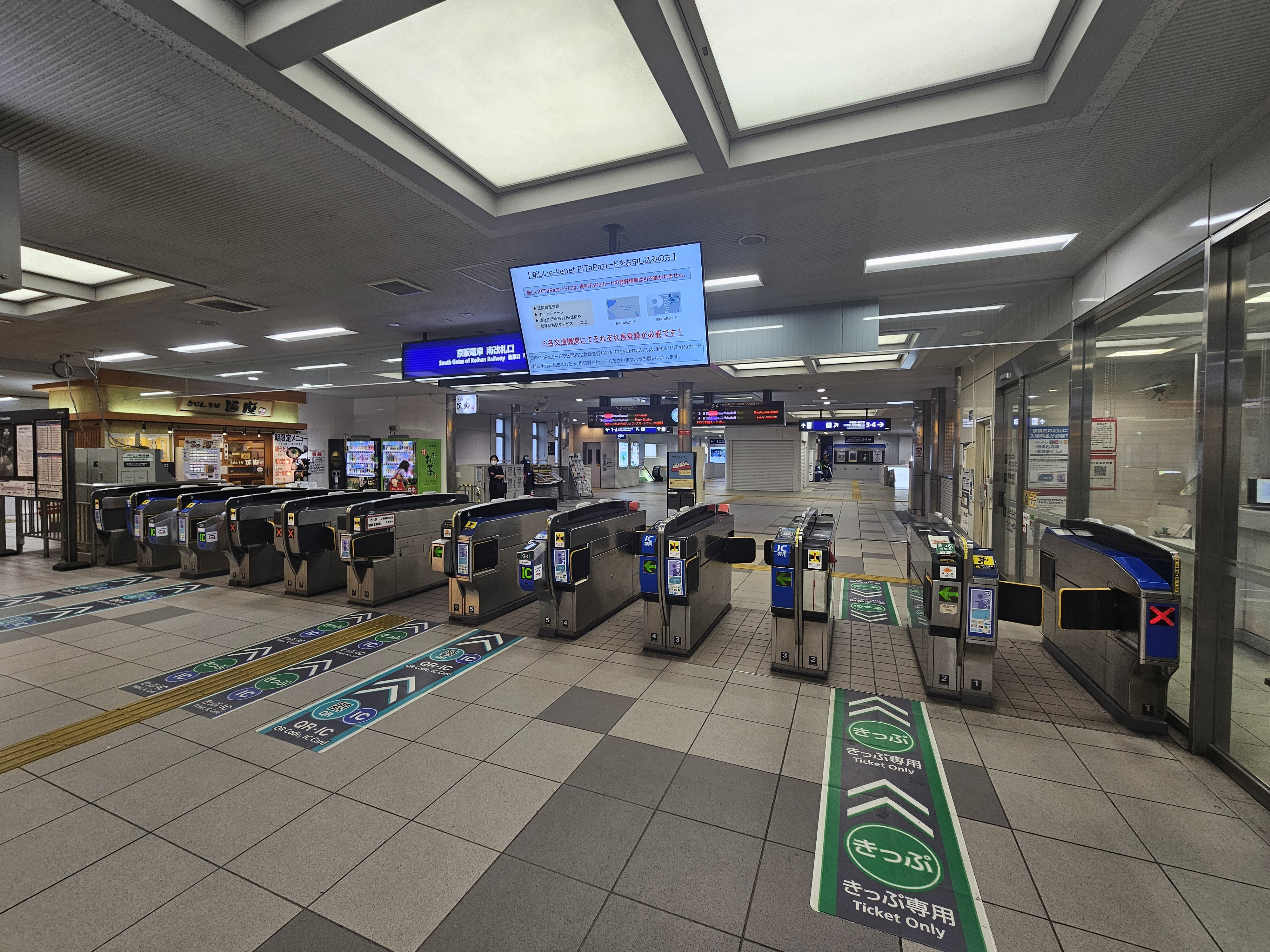
南驗票閘口（2025年6月）
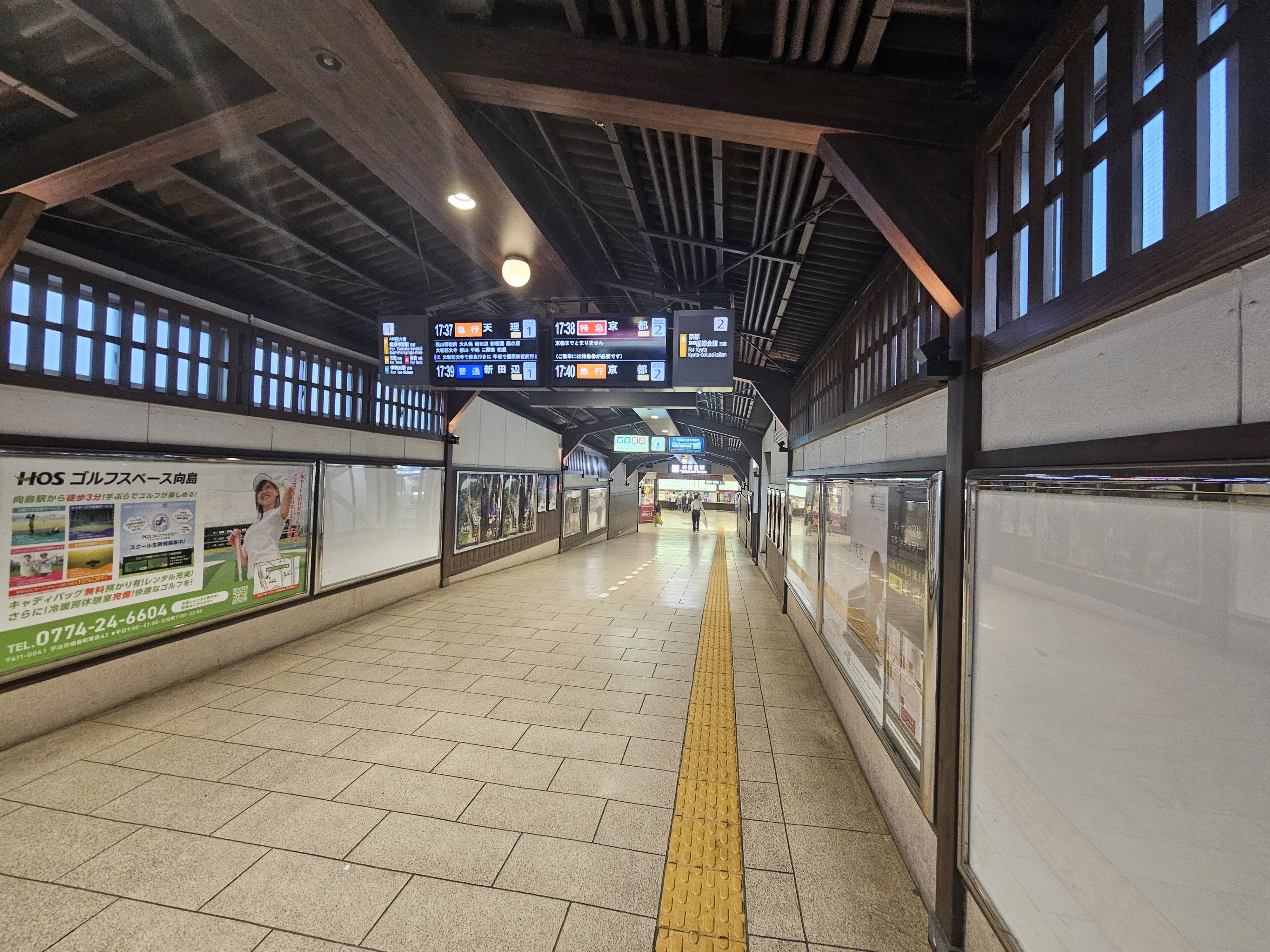
與近鐵丹波橋站的聯絡通道（2025年6月）

### 月台配置
| 月台 | 路線     | 方向 | 目的地                               |
| ---- | -------- | ---- | ------------------------------------ |
| 1、2 | 京阪本線 | 上行 | 三條、出町柳方向                     |
| 3、4 | 京阪本線 | 下行 | 中書島、枚方市、淀屋橋、中之島線方向 |

## 使用情況
2018年（平成30年）度1日平均上下車人次為43,751人。京都府內京阪車站當中使用人數僅次於祇園四條站排行第2多，近年1日上下、上車人次如下表。
| 年度   | 上下車人次 | 上車人次 |
| ------ | ---------- | -------- |
| 2007年 | 57,548     | 28,175   |
| 2008年 | 56,134     | 28,184   |
| 2009年 | 54,307     | 27,260   |
| 2010年 | 53,466     | 26,942   |
| 2011年 | 52,499     | 25,948   |
| 2012年 | 52,489     | 26,581   |
| 2013年 | 50,403     | 26,315   |
| 2014年 | 50,722     | 26,466   |
| 2015年 | 53,359     | 27,358   |
| 2016年 | 44,666     | 22,477   |
| 2017年 | 44,441     | 22,466   |
| 2018年 | 43,751     | 22,082   |

## 相鄰車站
京阪電氣鐵道
 京阪本線
■快速特急「洛樂」
通過
□Liner（只限平日運行）、■特急、■通勤快急（只限平日下行）、■快速急行
中書島（KH28）－丹波橋（KH30）－七條（KH37）
■急行
中書島（KH28）－丹波橋（KH30）－伏見稻荷（KH34）
■通勤準急（只限平日下行運行）、■準急、■普通
伏見桃山（KH29）－丹波橋（KH30）－墨染（KH31）

## 外部連結
- 丹波橋 - 京阪電氣鐵道